# Antonio Iturbe
Antonio Iturbe   (Zaragoza, 7 de marzo de 1967) es un periodista, escritor y profesor español, ganador del Premio Biblioteca Breve 2017. Fundador y director de la revista cultural Librújula  y colaborador del suplemento Cultura/s de La Vanguardia. Su novela La bibliotecaria de Auschwitz, editada en 2012, ha sido publicada en más de 40 países. En Reino Unido fue el libro traducido más vendido del año 2019.

## Biografía
Nacido en Zaragoza, su familia se trasladó a Barcelona y se crio en el barrio portuario de la Barceloneta. Estudió Ciencias de la Información en la Universidad Autónoma de Barcelona, donde se licenció en 1991. Compaginó los estudios con diversos empleos: vigilante de estacionamiento, panadero, cobrador de recibos… y también con los primeros trabajos periodísticos en la Televisió de Ciutat Vella, perteneciente a la entonces incipiente la red de televisiones locales de Barcelona. Tras licenciarse colaboró en diversos medios de vida efímera, en 1993 entró como coordinador del suplemento de televisión de El Periódico. Posteriormente, fue redactor de la revista de cine Fantastic Magazine y en 1996 ingresó en la Redacción de la revista de libros Qué Leer en la que ocupó el cargo de redactor jefe, de la que fue subdirector y, desde 2008 hasta 2015, director. En esos años también colaboró, entre otros medios, con la revista Fotogramas, las secciones de libros de «Protagonistas» en Onda Cero, o en divulgación cultural en Ona Catalana, ICat FM o la Cadena Cope de Bilbao, y en suplementos de cultura de diarios como La Vanguardia, Heraldo de Aragón o Avui. 
En 2004 publicó su primera novela: Rectos torcidos. Una novela de humor donde el protagonista, vecino de la Barceloneta, monta un singular negocio: convertir El Quijote y otros clásicos de la literatura universal en rollos de papel higiénico para su lectura en el único lugar donde se tienen cinco minutos de tranquilidad al día. En plena euforia económica ya criticaba con acidez la conversión de Barcelona en parque temático para el turismo. 
En 2008 publicó el primer título de la serie infantil Los casos del inspector Cito, ilustrados por Álex Omist. Una serie policíaca con mucho sentido del humor a modo de primeras novelas policíacas para jóvenes lectores. Los Casos del inspector Cito es una serie que consta varios títulos y se ha traducido a numerosas lenguas extranjeras. También en 2008 publicó su segunda novela, Días de sal. Nuevamente en las calles de la Barceloneta, pero esta vez en un tono introspectivo cuenta la historia de un ejecutivo de publicidad que de la noche a la mañana ve desmoronarse su vida rutilante y cae rodando hasta el lugar del que salió sin intención de volver: las calles estrechas del barrio portuario de Barcelona.
En 2012 publicó su tercera novela: La bibliotecaria de Auschwitz. Es una novelización inspirada en la vida de Dita Kraus, una superviviente de Auschwitz que a los 14 años se ocupaba de la biblioteca clandestina del barracón BIIb. Esta novela se ha traducido a 33 idiomas y en Reino Unido fue el libro traducido más vendido del año 2019.
En 2014 inició una nueva serie de libros infantiles titulada La isla de Susú, compuesta por cuatro títulos y traducida a varios idiomas. La protagonista es una niña curiosa en una isla donde nunca dejan de suceder cosas extraordinarias. En 2017 obtuvo el Premio Biblioteca Breve con su última novela A cielo abierto, que cuenta las proezas como piloto del creador de El Principito: Antoine de Saint-Exupéry. Novela traducida a diez idiomas; en inglés The Prince of the Skies. En junio de 2021 publicó  La playa infinita, una novela en la que el protagonista, muchos años después, retorna al barrio portuario de Barcelona donde creció en busca de su lugar en el mundo. Pero en la Barceloneta todo ha cambiado y para él son un laberinto hasta que se encuentra a un viejo compañero de infancia que nunca dejó el barrio. En 2022 publica la novela juvenil La teniente Farah: el jardín de las mentiras (Edebé) y en 2024 publicó su continuación Más allá del límite.
En 2024 publicó Música en la oscuridad, una novela que indaga en el misterio de la música al hilo de la llegada de un clarinetista republicano en 1930 a una pequeña población para hacerse cargo de una banda en la que los músicos son campesinos analfabetos.
Ha sido profesor de Comunicación Cultural en el Máster Oficial de Comunicación Especializada de la Universidad de Barcelona. Actualmente es profesor del Máster de Edición de la  Universidad Autónoma de Madrid. Ha impartido clases como profesor invitado en las facultades de periodismo de la universidad Blanquerna, Universidad Abierta de Cataluña y la Universidad Abad Oliva CEU. 
Ha pertenecido al comité de selección de Bibliotecas de Barcelona y ha sido presidente de la Asociación de Periodistas Culturales de Cataluña. 
Ha colaborado en revistas literarias como Mirlo (2024).

## Obras literarias

### Literatura infantil
Los casos del inspector Cito y Chin Mi Edo (Edebé)
- Un ayudante de mucha ayuda, 2008
- El caso de la momia desaparecida, 2008
- El visitante nocturno, 2009
- Un día en las carreras, 2009
- Una investigación por los pelos, 2010
- Misterio en el mundial de Fútbol, 2010
- Año nuevo en China, 2011
- Intriga en la fábrica de paraguas,  2011
- Un misterio muy magnético, 2012
- Pásalo de miedo (especial misterio) 2012
- Un jardín en el fondo del mar, 2014
- ¡Silencio, se rueda!, 2014
- Que vienen los turistas, 2015

La isla de Susú (Edebé)
- Un jardín en el fondo del mar
- ¡Silencio, se rueda!
- ¡Que vienen los turistas!
- Un secreto en el aire, 2015

Novela Juvenil
- La teniente Farah, 2022 (Edebé)
- Más allá del límite, 2024 (Edebé)

### Novelas
- Rectos torcidos, 2005 (Planeta).
- Días de sal,  2008 (Ed. La otra orilla)
- La bibliotecaria de Auschwitz, 2012 (Planeta).
- A cielo abierto, 2017 (Seix Barral)
- La playa infinita, 2021 (Seix Barral)
- Música en la oscuridad, 2024 (Seix Barral)

### Ensayos
- Narrando desde el Greco, 2014 (Lunwerg), obra colectiva
- 50 momentos literarios, 2017 (Bridge)]

## Premios
- Premio Troa a novelas con valores 2013
- Premio Booklog 2017 de los lectores japoneses
- Sydney Taylor Book Award 2017, concedido por las librerías judías de Estados Unidos
- Premio Biblioteca Breve 2017
- Red Dot Book Award 2018-2019 en la categoría de lectores adultos. The Red Dot Book Award está organizado por la asociación de librerías de Singapur